# Vovcikivți, Sneatîn
Vovcikivți (în ucraineană Вовчківці) este o comună în raionul Sneatîn, regiunea Ivano-Frankivsk, Ucraina, formată numai din satul de reședință.

## Demografie
Componența lingvistică a comunei Vovcikivți
     Ucraineană (99,61%)
     Alte limbi (0,35%)
Conform recensământului din 2001, majoritatea populației comunei Vovcikivți era vorbitoare de ucraineană (99,61%), existând în minoritate și vorbitori de alte limbi.